# Teiul Verde, Hotin
Teiul Verde, întâlnit și sub forma Zelena Lipa (în ucraineană Зелена Липа, transliterat: Zelena Lîpa, în rusă Зеленая Липа, transliterat: Zelenaia Lipa) este un sat în raionul Hotin din regiunea Cernăuți (Ucraina), depinzând administrativ de comuna Perebicăuți. Are 423 locuitori, preponderent ucraineni.
Satul este situat la o altitudine de 301 metri, pe malul râului Nistru, în partea de nord-vest a raionului Hotin.

## Istorie
Localitatea Teiul Verde a făcut parte încă de la înființare din Ținutul Hotinului a regiunii istorice Basarabia a Principatului Moldovei. 
Prin Tratatul de pace de la București, semnat pe 16/28 mai 1812, între Imperiul Rus și Imperiul Otoman, la încheierea războiului ruso-turc din 1806 – 1812, Rusia a ocupat teritoriul de est al Moldovei dintre Prut și Nistru, pe care l-a alăturat Ținutului Hotin și Basarabiei/Bugeacului luate de la Turci, denumind ansamblul Basarabia (în 1813) și transformându-l într-o gubernie împărțită în zece ținuturi (Hotin, Soroca, Bălți, Orhei, Lăpușna, Tighina, Cahul, Bolgrad, Chilia și Cetatea Albă, capitala guberniei fiind stabilită la Chișinău). 
La începutul secolului al XIX-lea, conform recensământului efectuat de către autoritățile țariste în anul 1817, satul Teiul Verde făcea parte din Ocolul Rașcovului a Ținutului Hotin . 
După Unirea Basarabiei cu România la 27 martie 1918, satul Teiul Verde a făcut parte din componența României, în Plasa Clișcăuți a județului Hotin. Pe atunci, majoritatea populației era formată din ruși. 
Ca urmare a Pactului Ribbentrop-Molotov (1939), Basarabia, Bucovina de Nord și Ținutul Herța au fost anexate de către URSS la 28 iunie 1940. După ce Basarabia a fost ocupată de sovietici, Stalin a dezmembrat-o în trei părți. Astfel, la 2 august 1940, a fost înființată RSS Moldovenească, iar părțile de sud (județele românești Cetatea Albă și Ismail) și de nord (județul Hotin) ale Basarabiei, precum și nordul Bucovinei și Ținutul Herța au fost alipite RSS Ucrainene. La 7 august 1940, a fost creată regiunea Cernăuți, prin alipirea părții de nord a Bucovinei cu Ținutul Herța și cu cea mai mare parte a județului Hotin din Basarabia .
În perioada 1941-1944, toate teritoriile anexate anterior de URSS au reintrat în componența României. Apoi, cele trei teritorii au fost reocupate de către URSS în anul 1944 și integrate în componența RSS Ucrainene, conform organizării teritoriale făcute de Stalin după anexarea din 1940, când Basarabia a fost ruptă în trei părți. 
Începând din anul 1991, satul Teiul Verde face parte din raionul Hotin al regiunii Cernăuți din cadrul Ucrainei independente. Conform recensământului din 1989, din cei 418 locuitori ai satului, 408 s-au declarat de etnie ucraineană și 10 de etnie rusă . În prezent, satul are 423 locuitori, preponderent ucraineni.

## Demografie
Componența lingvistică a localității Teiul Verde
     Ucraineană (98,58%)
     Rusă (1,18%)
     Alte limbi (0,24%)
Conform recensământului din 2001, majoritatea populației localității Teiul Verde era vorbitoare de ucraineană (98,58%), existând în minoritate și vorbitori de rusă (1,18%).
1989: 418 (recensământ)
2007: 423 (estimare)